# Oreneta capblanca
L'oreneta capblanca (Psalidoprocne albiceps) és una espècie d'ocell de la família dels hirundínids (Hirundinidae). Es troba a la regió dels Grans Llacs d'Àfrica i el nord-est d'Angola. Habita els boscos tropicals i subtropicals de frondoses humits de l'estatge montà, la sabana seca, els herbassars secs i els matollars d'altura tropicals i subtropicals. El seu estat de conservació es considera de risc mínim.